# William Lundigan
William Lundigan (Syracuse, 12 giugno 1914 – Duarte, 20 dicembre 1975) è stato un attore statunitense.

## Biografia
William Lundigan praticò con successo il football, il basket e il tennis durante gli anni in cui frequentò la Syracuse University. Successivamente lavorò come speaker radiofonico per l'emittente WFBL, quando venne scoperto da Charles R. Rogers, capo produttore della casa cinematografica Universal, che rimase colpito dal suo piacevole timbro vocale dopo averlo ascoltato durante un annuncio pubblicitario. Incoraggiato da Rogers a tentare la carriera di attore, Lundigan si trasferì in California nella seconda metà degli anni trenta e debuttò sul grande schermo in brevi ruoli non accreditati, spesso proprio in parti di annunciatore, iniziando a farsi un nome grazie a un contratto con la Warner Brothers, che lo impiegò in pellicole d'avventura come Gli avventurieri (1939), in melodrammi sentimentali come Il grande amore (1939), accanto a Bette Davis, e in film bellici come I fucilieri delle Argonne (1940) con James Cagney.
Con la sua voce gradevole e il suo aspetto attraente, durante gli anni quaranta Lundigan fu coprotagonista nei generi più svariati, consolidando la propria fama nell'avventuroso Lo sparviero del mare (1940), a fianco di Errol Flynn, nella commedia La doppia vita di Andy Hardy (1942) con Mickey Rooney, nel musical L’America dei Dorsey (1947), nel noir La collana insanguinata (1948) e nel dramma sociale Pinky, la negra bianca (1949), in cui interpretò il ruolo del medico Thomas Adams. Nel noir Seguimi in silenzio (1949) impersonò il poliziotto Harry Grant, alla caccia di uno spietato serial killer. Fu anche voce narrante in diversi cartoon classici della Looney Tunes prodotti durante il decennio.
La carriera di Lundigan raggiunse l'apice all'inizio degli anni cinquanta, grazie al ruolo del reverendo metodista William Asbury Thompson, chiamato a dirigere una piccola comunità montana nella Georgia del 1910, nella commedia La collina della felicità (1951), a fianco di Susan Hayward, che fu una delle sue migliori interpretazioni, e a quello di Jim Scott, il reduce eroe di guerra che organizza una pensione nella propria casa newyorkese, insieme alla moglie (June Haver), nella commedia Le memorie di un dongiovanni (1951), ospitando fra gli altri una giovane Marilyn Monroe, qui in uno dei suoi primi ruoli di un certo rilievo. A partire dal 1954 l'attore passò a lavorare anche per il piccolo schermo, in particolare nel ruolo di presentatore di Climax!, una serie antologica della CBS andata in onda dal 1954 al 1958, di cui curò anche gli annunci pubblicitari per lo sponsor Chrysler Motors, e impersonando il colonnello Edward McCauley nella serie di fantascienza Men Into Space (38 episodi tra il 1959 e il 1960). Nella seconda metà del decennio Lundigan rallentò la propria attività fino al definitivo ritiro dalle scene nel 1971, dopo l'ultima apparizione in un episodio del medical drama Marcus Welby.
Lundigan morì il 20 dicembre 1975, all'età di 61 anni, per le complicazioni di una congestione polmonare e cardiaca. È sepolto all'Holy Cross Cemetery di Culver City (California).

## Vita privata
Fu sposato dal 1945 con Rena Morgan, da cui ebbe l'unico figlio.

## Filmografia

### Cinema
- Armored Car, regia di Lewis R. Foster (1937) (con il nome di Larry Parker)
- West Bound Limited, regia di Ford Beebe (1937)
- The Lady Fight Back, regia di Milton Carruth (1937)
- That's My Story, regia di Sidney Salkow (1937)
- A Girl with Ideas, regia di S. Sylvan Simon (1937) (non accreditato)
- L'inafferrabile signor Barton (Prescription for Romance), regia di S. Sylvan Simon (1937) (non accreditato)
- Il segreto del giurato (The Jury's Secret), regia di Edward Sloman (1938) (non accreditato)
- La bambola nera (The Black Doll), regia di Otis Garrett (1938)
- Reckless Living, regia di Frank McDonald (1938)
- Febbre nera (The Crime of Doctor Hallet), regia di S. Sylvan Simon (1938) (non accreditato)
- Pattuglia eroica (State Police), regia di John Rawlins (1938)
- L'isola del paradiso (Sinners in Paradise), regia di James Whale (1938) (voce, non accreditato)
- L'inesorabile (Wives Under Suspicion), regia di James Whale (1938)
- Danger on the Air, regia di Otis Garrett (1938)
- The Missing Guest, regia di John Rawlins (1938)
- Freshmen Year, regia di Frank McDonald (1938)
- Le tre ragazze in gamba crescono (Three Smart Girls Grow Up), regia di Henry Koster (1939)
- Gli avventurieri (Dodge City), regia di Michael Curtiz (1939)
- They Asked for It, regia di Frank McDonald (1939)
- Donna dimenticata (The Forgotten Woman), regia di Harold Young (1939)
- Il grande amore (The Old Maid), regia di Edmund Goulding (1939)
- Legion of Lost Flyers, regia di Christy Cabanne (1939)
- I fucilieri delle Argonne (The Fighting 69th), regia di William Keighley (1940)
- Three Cheers for the Irish, regia di Lloyd Bacon (1940)
- L'uomo che parlò troppo (The Man Who Talked Too Much), regia di Vincent Sherman (1940)
- Lo sparviero del mare (The Sea Hawk), regia di Michael Curtiz (1940)
- Young America Flies, regia di B. Reeves Eason (1940)
- Service with the Colors, regia di B. Reeves Eason (1940)
- Non mi ucciderete (East of the River), regia di Alfred E. Green (1940)
- I pascoli dell'odio (Santa Fe Trail), regia di Michael Curtiz (1940)
- The Case of the Black Parrot, regia di Noel M. Smith (1941)
- The Great Mr. Nobody, regia di Benjamin Stoloff (1941)
- A Shot in the Dark, regia di William C. McGann (1941)
- Highway West, regia di William C. McGann (1941)
- Il diavolo con le ali (International Squadron), regia di Lothar Mendes e Lewis Seiler (1941)
- Sailors on Leave, regia di Albert S. Rogell (1941)
- The Bugle Sounds, regia di S. Sylvan Simon (1942)
- Il corteggiamento di Andy Hardy (The Courtship of Andy Hardy), regia di George B. Seitz (1942)
- Sunday Punch, regia di David Miller (1942)
- Apache Trail, regia di Richard Thorpe (1942)
- Northwest Rangers, regia di Joseph M. Newman (1942)
- La doppia vita di Andy Hardy (Andy Hardy's Double Life), regia di George B. Seitz (1942)
- Caso di coscienza per il dottor Gillespie (Dr. Gillespie's Criminal Case), regia di Willis Goldbeck (1943)
- Il difensore di Manila (Salute to the Marines), regia di S. Sylvan Simon (1943)
- Headin' for God's Country, regia di William Morgan (1943)
- L'America dei Dorsey (The Fabulous Dorseys), regia di Alfred E. Green (1947)
- Disonorata (Dishonored Lady), regia di Robert Stevenson (1947)
- The Inside Story, regia di Allan Dwan (1948)
- La collana insanguinata (Mystery in Mexico), regia di Robert Wise (1948)
- Il mongolo ribelle (State Department: File 649), regia di Sam Newfield (1949)
- Seguimi in silenzio (Follow Me Quietly), regia di Richard Fleischer (1949)
- Pinky, la negra bianca (Pinky), regia di Elia Kazan (1949)
- Una sposa insoddisfatta (Mother Didn't Tell Me), regia di Claude Bynion (1950)
- I'll Get By, regia di Richard Sale (1950)
- La collina della felicità (I'd Climb the Highest Mountain), regia di Henry King (1951)
- Ho paura di lui (The House on Telegraph Hill), regia di Robert Wise (1951)
- Le memorie di un dongiovanni (Love Nest), regia di Joseph M. Newman (1951)
- Fuga d'amore (Elopement), regia di Henry Koster (1951)
- Down Among the Sheltering Palms, regia di Edmund Goulding (1953)
- Gli amori di Cleopatra (Serpent of the Nile), regia di William Castle (1953)
- Inferno, regia di Roy Ward Baker (1953)
- The White Orchid, regia di Reginald Le Borg (1954)
- Esploratori dell'infinito (Riders to the Stars), regia di Richard Carlson (1954)
- Dangerous Voyage, regia di Vernon Sewell (1954)
- The Underwater City, regia di Frank McDonald (1962)
- La via del West (The Way West), regia di Andrew V. McLaglen (1967)
- Where Angels Go Trouble Follows!, regia di James Neilson (1968)

### Televisione
- Lux Video Theatre - serie TV, 1 episodio (1953)
- Schlitz Playhouse of Stars - serie TV, 1 episodio (1954)
- General Electric Theater – serie TV, episodio 2x19 (1954)
- The Ford Television Theatre - serie TV, 2 episodi (1953-1954)
- Shower of Stars - serie TV, 1 episodio (1954)
- Fireside Theatre - serie TV, 1 episodio (1955)
- The Star and the Story – serie TV, episodio 1x08 (1955)
- Scienza e fantasia (Science Fiction Theatre) – serie TV, episodio 1x01 (1955)
- Playhouse 90 - serie TV, 1 episodio (1958)
- Climax! - serie TV, 18 episodi (1954-1958)
- Westinghouse Desilu Playhouse – serie TV, episodio 1x05 (1958)
- Men Into Space - serie TV, 38 episodi (1959-1960)
- Death Valley Days - serie TV, 1 episodio (1961)
- The Dick Powell Show – serie TV, episodio 2x30 (1963)
- I giorni di Bryan (Run for Your Life) - serie TV, episodio 1x20 (1966)
- Medical Center - serie TV, 1 episodio (1971)
- Marcus Welby (Marcus Welby M.D.) - serie TV, 1 episodio (1971)

## Doppiatori italiani
Nelle versioni in italiano dei suoi film, William Lundigan è stato doppiato da:
- Giuseppe Rinaldi in Ho paura di lui, Le memorie di un dongiovanni, Fuga d'amore, Inferno
- Adolfo Geri in I fucilieri delle Argonne, I pascoli dell'odio, Pinky, la negra bianca
- Gianfranco Bellini in Il grande amore
- Mario Colli in Non mi ucciderete
- Augusto Marcacci in Disonorata
- Emilio Cigoli in La collina della felicità
- Gualtiero De Angelis in Gli amori di Cleopatra